# 77ª Brigata aeromobile "Transdnipria"
La 77ª Brigata aeromobile autonoma "Transdnipria" (in ucraino 77-ма окрема аеромобільна Наддніпрянська бригада?, 77-ma okrema aeromobil'na Naddniprjans'ka bryhada, unità militare A4355) è un'unità di fanteria aviotrasportata delle Forze d'assalto aereo ucraine con base a Kryvyj Rih.

## Storia
La creazione della brigata è iniziata nell'estate del 2022 come parte del programma di espansione delle forze aviotrasportate ucraine, venendo completata il 28 ottobre. I militari dell'unità sono stati inviati nel Regno Unito per l'addestramento, con il 1º Battaglione che ha terminato la propria formazione alla fine di ottobre, seguito successivamente da altri due. Ha ricevuto il battesimo del fuoco nel gennaio 2023, venendo schierata insieme alla 46ª Brigata aeromobile nel tentativo di fermare la penetrazione russa a Soledar, ma entrambe le unità sono state costrette a ritirarsi nei giorni successivi per attestarsi lungo la ferrovia a ovest della cittadina.
All'inizio di marzo la brigata è stata nuovamente utilizzata per tamponare la falla venutasi a creare nelle posizioni ucraine all'inizio di marzo in seguito all'avanzata russa a nord di Bachmut. L'unità è rimasta impiegata nell'area di Bachmut anche nelle settimane successive. Nei primi giorni di maggio è stata ruotata all'interno della città, sostituendo la 93ª Brigata meccanizzata e lanciando anche alcuni contrattacchi locali insieme alla 3ª Brigata d'assalto.
Dopo la caduta di Bachmut alla fine di maggio la brigata ha continuato a operare nell'area fra la città e Časiv Jar. A luglio ha condotto un contrattacco, supportata da elementi della 92ª Brigata meccanizzata, penetrando nei sobborghi settentrionali di Bachmut. Fra novembre 2023 e marzo 2024 i reparti della brigata sono stati rischierati nelle ritrovie, a Žytomyr, per ripristinare la capacità di combattimento. Tornata al fronte, nel corso del 2024 la brigata ha contribuito alla difesa del settore di Svatove insieme alla 66ª Brigata meccanizzata. Il 24 agosto, in occasione del Giorno dell'indipendenza dell'Ucraina, la brigata è stata intitolata alla Transdnipria, regione storica dell'Ucraina settentrionale a cavallo delle due sponde del fiume Dnepr, e insignita dell'onorificenza "Per il Valore e il Coraggio".
Alla fine di agosto, in seguito alla conquista russa del villaggio di Piščane, è stata impiegata nella difesa del settore a est del fiume Oskol insieme alla 110ª Brigata di difesa territoriale. All'inizio di settembre è riuscita a fermare l'avanzata russa verso ovest, cedendo però terreno presso Berestove a due reggimenti della 2ª Divisione fucilieri motorizzata. Nei due mesi successivi ha continuato a difendere le posizioni a sudovest di Berestove dai rinnovati assalti della 4ª Divisione corazzata.

## Struttura
- Comando di brigata[19]
- 1º Battaglione aeromobile
- 2º Battaglione aeromobile
- 3º Battaglione aeromobile
- 4º Battaglione aeromobile
- Compagnia corazzata (T-80BV)
- Compagnia sistemi senza pilota
- Gruppo d'artiglieria
  - Batteria acquisizione obiettivi
  - Battaglione artiglieria campale (2A18 D-30)
  - Battaglione artiglieria semovente (2S1 Gvozdika)
  - Battaglione artiglieria controcarro
- Battaglione artiglieria missilistica contraerei
- Compagnia ricognizione
- Compagnia genio
- Compagnia supporto aereo
- Compagnia logistica
- Compagnia manutenzione
- Compagnia comunicazioni
- Compagnia difesa NBC
- Compagnia medica
- Plotone cecchini

## Simboli
Lo stemma della brigata, come tutti quelli delle Forze d'assalto aereo, ha come colore dominante l'amaranto, simbolo della forza armata. Al centro vi sono raffigurate due asce dorate, che simboleggiano la prontezza ad entrare in battaglia, affiancate da due ali d'argento, le quali richiamano ancora una volta l'appartenenza dell'unità alle truppe aviotrasportate.

## Comandanti
- Colonnello Oleh Baljas (ottobre 2022 - gennaio 2024)[11]
- Colonnello Serhij Nesterčuk (gennaio 2024 - in carica)[21]